# سوئیت‌پی
سوئیت‌پی (به انگلیسی: Sweetpea) یک مجموعه تلویزیونی کمدی سیاه است که توسط کِرستی سوین برای شبکهٔ اسکای آتلانتیک ساخته شده است. این سریال با الهام از کتابی به همین نام اثر سی‌جی اسکیوز دستمایه اقتباس قرار گرفته است و الا پورنل در نقش اصلی آن بازی می‌کند. این مجموعه در تاریخ ۱۰ اکتبر ۲۰۲۴ در شبکه اسکای آتلانتیک و در بریتانیا پخش شد.

## داستان
ریانون دختری خجالتی است که از دوران کودکی توسط اطرافیانش مورد آزار و اذیت و قلدری قرار می‌گرفت، و اکنون به عنوان دستیار مدیریت در یک روزنامه محلی به نام کارنشِم گزت زندگی آرامی دارد و با پدر و سگش زندگی می‌کند. با این حال، مرگ ناگهانی پدرش منجر به برخورد تصادفی او با یک غریبه می‌شود که همه چیز را تغییر می‌دهد.

## بازیگران
- الا پورنل در نقش ریانون لوییس، یک دستیار مدیر است که در کارنشِم گازتا کار می‌کند و رئیسش اغلب او را با نام سوئیت‌پی صدا می‌زند.
- نیکول لکی در نقش جولیا بلنکینگ‌ساپ، همکلاسی دوران مدرسه ریانون که اکنون یک مشاور املاک محلی است
- جون پوینتینگ در نقش کریگ، کارمندی در شرکت ساختمانی پدر ریانون
- کالام لینچ در نقش اِی‌جی، یک خبرنگار جدید جوان در کارنشِم گزت که به ریانون علاقه‌ای عاشقانه پیدا می‌کند
- لیا هاروی در نقش مارینا، کارآگاهی جوان که برای نیروی پلیس محلی کار می‌کند
- جرمی سوئیفت در نقش نورمن، ویراستار کارنشِم گزت و رئیس ریانون
- داستین دمری برنز در نقش جف بارکر، یک روزنامه‌نگار در کارنشِم گزت
- لوک مک‌گیبنی در نقش مایک، مردی نفرت‌انگیز که سر راه ریانون سبز می‌شود
- اینگرید الیور در نقش دایانا سینت جان، یک کارآگاه بازپرس در نیروی پلیس محلی
- الکساندرا دالینگ در نقش سرن، خواهر ریانون
- نیتین گاناترا در نقش روری، کارآگاهی که با مارینا کار می‌کند
- دیوید بارک جونز در نقش تامی، پدر ریانون و سرن، و مالک شرکت ساختمانی «تامی ترنسفورمیشنز».